# 手話

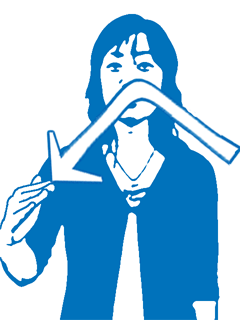
日本手話の「山」

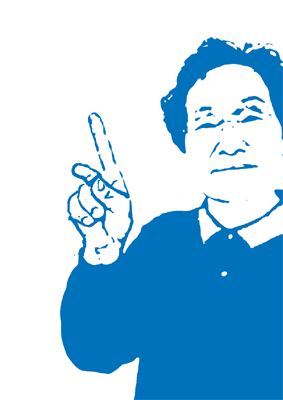
指文字の「か」米国指文字の「K」

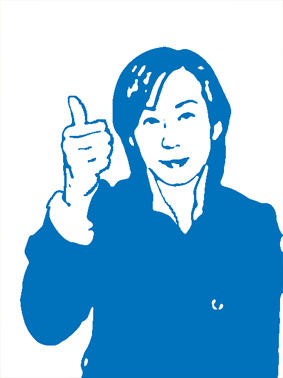
日本手話の「男」

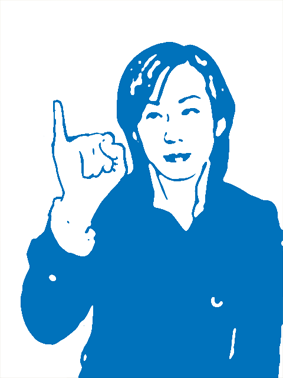
日本手話の「女」

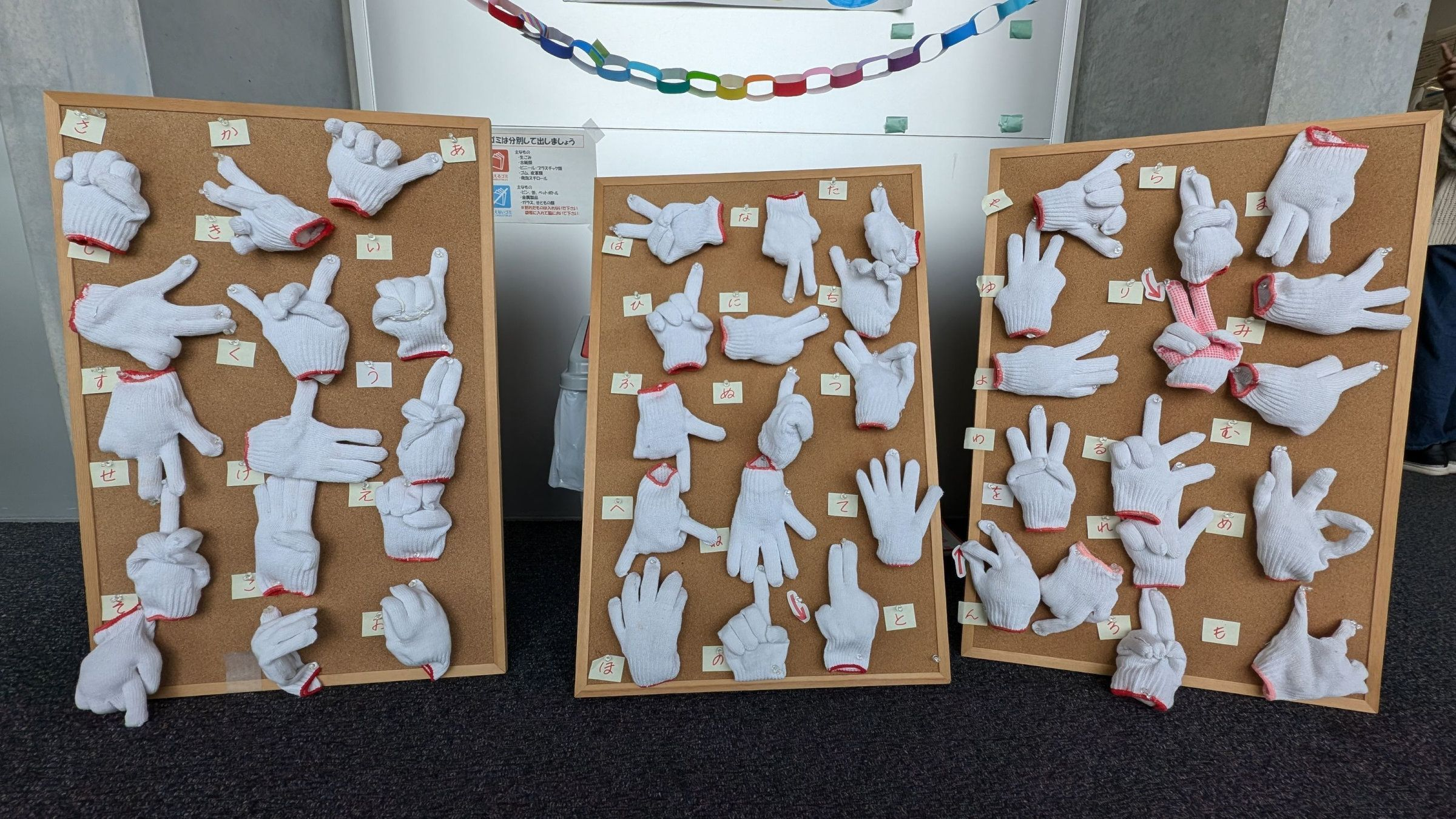
手話の紹介（埼玉県立大学にて）

手話（しゅわ、英語: sign language）は、手指動作と非手指動作（NMS、英: non-manual signals）を同時に使う視覚言語で、音声言語と並ぶ言語である。手話は、聞こえない人（聴覚障害者、聾者）、聾者の親を持つ聴者であるコーダ等が中心となっている。（英: sign language）

## 概要
手話とは手や指、腕を使う手指動作だけでなく、非手指動作と呼ばれる、顔の部位（視線、眉、頬、口、舌、首の傾き・振り、あごの引き・出しなど）が感情表現の他に文法要素となる場合もある。この非手指動作によって、使役、命令、疑問文、条件節、理由節などの文法的意味を持たせることができる。ただし、日本手話の受け身形については空間定位による。格関係、主述関係は動詞に内蔵される項（英: arguments）が示すと考えられている。
手話は「あいうえおかきくけこ…」の五十音、またはアルファベットをあらわす指文字と、「山」「犬」「走る」「美しい」などの名詞、動詞、形容詞などの語が基本である。聴者が普段する身振り（例えば日本では「男」を親指で、「女」を小指で示すなど）と共通した表現も多く見られる。

## 日本の手話
日本では、ろう者同士、またはろう者と聴者の間で自然発生的に生まれて広まった日本手話（英: Japanese Sign Language、JSL）のほか、日本語と手話の語をほぼ一対一に対応させた日本語対応手話（英: Signed Japanese）、その両者の中間的な表現（中間手話、英: Pidgin Signed Japanese）等が使われているとされるが、実際には日本語対応手話と中間手話の区別は曖昧である。日本手話の言語構造は日本語とは全く異なるので、日本手話と日本語対応手話も全く異なるものである。日本語対応手話は自然言語ではないのでろう者には習得しにくいとされる。日本手話しか使わないろう者には日本語対応手話は通じないので、新たに手話を習得しようとする場合は、日本の手話には2つ（あるいはそれ以上）の種類があるという点に十分注意が必要である。
日本手話の文法では、非手指動作（表情や頭部の動き、口型など）が文法的な意味を持つとされるが、すべての文法が非手指動作で表現されるわけではなく、未だ研究途上にある。日本語対応手話は、語順が日本語のため、日本手話のような非手指動作はほとんど使われないとする意見もあるが、名詞の多くが手指表現＋口型で意味が確定されることも多く、日本語の活用語尾の多くが口型で示されることが多い。言語学的な観点でみると両者は異なるが、実際の運用面では両者がある程度混在している。
地域によって一部の手話単語が異なる。有名な例（手話単語の方言）では、「名前」の手話単語が東日本と西日本で異なることが挙げられる。日本手話では地域方言の他に個人方言も多く観察される。
急進的なろう者とそれに同調する聴者（D-PROや全国ろう児をもつ親の会、金澤貴之など）は、日本語対応手話は独自の文法を持っていないので手話とはいえず、これに対し手話という文字列を使うべきではないと主張し、1990年代から2000年代前半にかけては「手指日本語」、「シムコム」という語を用いていた。だが、このような主張については排他的であるとの批判的な意見が多数だったことから、最近では「手指日本語」、「シムコム」という用語の使用は少なく、「（日本語）対応手話」との呼び方がほぼ定着している。また、近年「ハイブリッド手話」という名称の提案もある。

### 手話と法律
日本では1933年以降、2011年まで、手話は日本の法律上では『言語』として認められておらず、公立のろう学校でも、積極的に教授されているところが多くなかった。多くのろう学校ではむしろ、「口話法」（相手の口を見て話を理解する技術）が主流となっているが、口話法は習得が難しいと指摘する専門家が少なくない。これまで、多くのろう者は、先輩等の手話を見て憶えるのが主流だった。そこで、手話言語法という、手話を言語として認める法律を制定しようという動きが出た。国際連合の障害者権利条約には、手話が『言語である』と明記されている。
2011年（平成23年）7月29日、「言語」と規定された改正障害者基本法案が参議院本会議で全会一致で可決、成立し、8月5日に公布された。この改正により、日本で初めて手話の言語性を認める法律の裏付けが制定された。2013年（平成25年）には、日本で初めて、鳥取県が「手話は言語である」と明記した鳥取県手話言語条例を制定した。2014年（平成26年）11月27日には近畿の自治体では初めて、兵庫県加東市で手話言語条例が可決された。施行は翌年4月。北海道新得町でも同様の条例が施行された。
平成27年4月に生まれつきの聴覚障碍者として、初めて議員当選した家根谷敦子が同年6月22日、明石市議会で初の手話による一般質問を行った。

## その他の国の手話

手話の地域分類
フランス手話族
アメリカ手話（ASL）群
ロシア手話群
チェコ手話群
デンマーク手話族
スウェーデン手話族
ドイツ手話族
ベトナム手話・タイ・ラオス
アラブ手話族
インド・パキスタン手話
中国手話
日本手話族（台湾手話含む）
イギリス手話語族
南アフリカ手話
孤立した言語
No data

手話は世界共通ではなく、アメリカの ASL・イギリスのBSL・フランスのLSF等のように原則的に各国で異なるが、分布は必ずしも国とは一致していない。
その地域で使われる音声言語と手話との間には関係がない。例えば、アメリカとイギリスは音声言語の英語を共有するが、手話のASLとBSLは全く異なる。ところがフランスでは英語を用いないのにもかかわらずLSFはASLに比較的近いと言われる。カナダのフランス語圏ではLSFでなくLSQを使う。アイルランド手話もASL系であるし、アフリカの手話の多くもASL系である。
こうした状況の背景には、手話の先進地域で手話や手話による聾教育を学んだ人物が、別の地域で手話や手話による聾教育を広めるという現象がある。例えばASLがLSFに近いのは、そもそもアメリカで手話による聾教育を広めたトマス・ホプキンス・ギャローデットがフランスで手話や聾教育を学んだからである。同様にアフリカの手話にASL系が多いのは、アメリカで聾教育を学んだ人物がアフリカで活動した結果である。
世界聾連盟主催の国際会議、国際大会など、国際的な場では国際手話が使われる。実際の国際交流の場ではASLが一番広まっている。その理由は、アメリカの影響力や、世界中の留学生が学ぶギャローデット大学がアメリカに所在しているためである。
日本に日本手話・日本語対応手話・中間手話が存在するように、アメリカにも英語対応手話（英: Signed English）や中間手話（英: Conceptually Accurate Signed English/Pidgin Signed English）が存在しており、それぞれ無視できない数の使用者を持っている。

### 手話の自然発生
家単位
手話を学んでいない単独の人が、身近にいる人に何かを伝える為、独自に作った身振り手振りをホームサインという。
一家以上での発生
マサチューセッツ州にあるマーサズ・ヴィニヤード島にはマーサズ・ヴィニヤード手話と呼ばれる、独自の村落手話がある。この島は米本土に近いが、以前はなんらかの理由で本土との交流が少なく、半ば隔離され閉塞された環境だったため、近親婚が行われ、元来からの聴覚障害遺伝子が拡大し聾者が多く出生した。これに伴って独自の発展をとげたのがこの島独自の手話である。
この現象はいわば「自然のもたらした言語学的、社会学的実験」だった。ここでは家族、親族の中に必ずろう者がいるという特殊な社会的条件から、聴者も流暢に手話を使い、しばしば音声語と手話は併用されていた。彼らにとって手話は特別な物ではなかった。歴史的調査をする研究者が「当時その話をしてくれたのは聞こえる人でしたか？聞こえない人でしたか？」と質問しても、当人達は相手がろう者か聞こえる者だったかさえ思い出すことができないほどだった。彼らにとって「聞こえないこと」は偏見や差別の原因とはならなかった。ろう者はコミュニティーの一員として確固とした立場を保っており、市長や社長に就任する者もいた。こうした独自の手話が自然発生した例には、ほかにもニカラグアの全寮制ろう学校で誕生したニカラグア手話、ろう者が非常に高い割合で生まれる村落で自然発生したアル＝サイード・ベドウィン手話とアダモロベ手話などがある。

## その他の手話
- 潜水士が水中で信号を送るための「水中手話」もある（アクアラングを噛んでいる状態では喋ることができないため）。
- アフリカの部族では、狩猟中に話すと獲物が逃げるため、手話を用いる[14]。
- 軍隊でも敵に悟られないようにアメリカ軍のハンドサイン（英語版）を用いる。
- インディアンは、他の部族あるいは白人とコミュニケーションする時に手話を使っていた（平原インディアン手話）。
- 中世の修道院では、「沈黙の戒律（英語版）」というのがあった。その間、修道士は手話や指文字で会話をしていた[15]。雑談に夢中になりすぎたため、手話も禁止になってしまう場合があった（イギリスの政府系文化遺産団体English Heritageによると、名詞がほとんどで雑談できるようなものではないとされている[15]）。また、キリストの絵画に見られる手の形は、イエス・キリストを表すICと神聖4文字のXCを同時に表す記号である[16]。
- 野球では、監督などが選手にサインで指示を送る。また敵チームが、そのサインを解析して打者に伝えるのはサイン盗みと言って禁止行為である[17]。
- 東京新橋の花街では、お座敷に出ている芸者同士が内緒話をする工夫として、いろは48文字を手真似で表した「だんまり話」というのが流行っているとの記事が1895年（明治28年）11月の新聞に出ている[18]。
- 赤ちゃんと親がコミュニケーションするための、ベビーサインと呼ばれる手話も存在している。ただ、言語学的にはベビーサインは手話とは異なるという報告もある。日本ではアメリカのベビーサインがそのまま紹介されており、日本の手話とは異なるため、どのような効果や影響があるのかは不明である。
- 洞窟壁画に指が確認できない手形がヨーロッパを中心に大量に確認されており、狩猟や交易などに使われていた石器時代の手話なのではないかという仮説がある[19]。

## 手話の歴史

### 手話の誕生
オスマントルコ帝国の宮廷では静謐が重んじられたため、唖者が雇用され、スルタンや廷臣たちも手話を学んでこれにより会話が行われた。1478年には唖者が雇用されていた記録が残っている。
1760年以前、「孤立」していた聴覚障害者は、ごく身近な人だけにしか通じない『ホームサイン』を使ってわずかな意思疎通をはかっていた。
1760年、ド・レペ神父が世界初の聾唖学校であるパリ聾唖学校を設立した。ここで世界で初めてのろう者の「集団」が形成されたとされるが、実際には世界の大都市では常に聾者集団は存在した。ド・レペ神父の貢献はこれらの聾者集団に、読み書きを教えることで聴覚者との意思の疎通を可能にしたことである。彼らは、各々持っていたホームサインを統合し、発展させて、手話を創り上げた。パリ聾唖学校では、手話をもとにした教育法である
パリ聾唖学校の試みは、ヨーロッパ各地に波及していき、各国独自の手話が創り上げられた。
1862年、江戸幕府に派遣された第1回遣欧使節一行はヨーロッパの聾学校や盲学校を視察していた。
日本で最初の聾学校は、古河太四郎が1878年に設立した京都盲唖院である。ここに31名の聾唖生徒が入学し、日本の手話が誕生した。

### 試練の時代
しだいに聾学校では、手話で教育する方式と、口話法という、聾児に発音を教え、相手の口の形を読み取らせる教育方式の2つの流派に分かれていった。両者は長い間論争し、対立していた。
1880年ミラノで開かれた第二回 国際聾唖教育会議で口話法の優位性が宣言され、手話法や手話は陰の立場に追いやられていった。口話法が採られた背景には、国家強化には言語の統一から、教育の場では音声言語獲得からという思想があった。この宣言は、やがて日本にも入ってきて、日本も口話法が主流になっていった。
この状態が長く続き、手話は教育の場で、そして社会で認められない、偏見を持たれる言語となった。しかし、手話は、聾学校内では教師の見ていないところで先輩から後輩へ伝承されていった。社会内ではろう者が集まる場でひそかに使われていた。

### 手話の再評価と現状
1960年にギャローデット大学の言語学者、ウィリアム・ストーキー（英: William Stokoe）は『手話の構造』を発表した。手話は劣った言語ではなく、音声言語と変わらない、独自の文法を持つ独立言語であるという内容だった。これをきっかけにして1970年代以降、手話を言語学としての研究対象とする学者が増えた。この時期に自然発生したニカラグア手話は「最も新しく発生した言語」と評価されている。現在では、言語学者の間で「手話が言語である」というのは常識になっている。
同時期に、当時の聴覚補償技術の限界もあり、口話法での教育の行き詰まりも各地で報告されるようになっていた。また、北欧で発生していったバイリンガルろう教育が刺激となり、手話法の見直しがなされた。現在の教育機関では程度はあれど、手話法を取り入れるところが増えている（日本聾話学校のように口話法のところもあるが、多くは口話法とも手話法とも決められない）。
アメリカで提唱されたろう文化（英: Deaf Culture）という考えがきっかけとなり、手話はろう者の言語であるということをろう者自身が認識していくようになった。一方で同じ聴覚障害者である難聴者や中途失聴者も次第に手話を使用するようになるが、ろう者の側からは「対応手話は手話ではない」といった偏見が生まれている。
日本では1995年、日本テレビ系列で放映されたテレビドラマ『星の金貨』がきっかけとなって、手話の存在が広く知られるようになった。これ以降、「君の手がささやいている」「愛していると言ってくれ」「オレンジデイズ」など、手話話者が登場するドラマ（手話ドラマ）が増えていった。
東京ディズニーシーでは、ショーの中にパフォーマンスの形で手話を取り入れることがあり、ミッキーマウスやディズニーの仲間たちが歌詞に合わせて手話を披露することもある。
歌手が自分の持ち歌の中で歌唱しながら手話を同時に行う例がある。有名なところでは前述の『星の金貨』の主題歌を歌うときの酒井法子、THE虎舞竜の「ロード」の高橋ジョージ、夏川りみが一部のテレビ番組で行うなどである。歌唱の場に手話通訳を置くと観客の視線が歌手よりも通訳に向いてしまう問題があるが、歌手自身が手話をしながら歌えばこの問題を生じない。
2006年に採択された国連障害者権利条約に、2010年に手話が言語である旨明記された。ニュージーランドでは2006年に、パプアニューギニアと韓国では2015年に手話が公用語として認められているほか、フィンランドでは手話を使用する権利を憲法で保障するなど、手話を一つの言語として認める動きが世界的に広がりつつある。
富士通は1995年12月13日にパソコンで手話を勉強できるWindows対応のCD-ROMソフト「君の手がささやいている」を発売した。社会福祉法人トット基金（黒柳徹子理事長）の付帯劇団である日本ろう者劇団の米内山明宏代表が監修し、女優の西村知美が友情出演している。
上述ソフトウェアの一般向けに製品動態展示が行われたビジネスショウでは、日立による、CGキャラクタにより手話を表示するソフトウェアの実演展示も行われた。初出展時はプリセットされた表現のみの動作で、後に入力インタフェースからユーザーが入力した言葉に対応する手話を表現可能にアップデートされた。
2013年4月、KDDIが提供するauスマートパスで、手話サービスを提供開始。
2022年2月、マイクロソフトが発売するXbox One・Xbox Series X/S・Windows用レースゲーム「Forza Horizon 5」においてイベントシーンにアメリカ手話またはイギリス手話の手話通訳を追加した。

## 手話芸術
手話詩、手話歌、手話ダンス、手話ミュージカルなど、手話を用いた芸術も各種存在している。手話歌の起源はキリスト教や仏教の宗教行事の際、必要に迫られて考案された手話聖歌や手話讃美、手話讃仏歌などである。宗教手話歌は、キリスト教会で伝えられているが、仏教では残っていない。宗教歌以外の手話歌も徐々に考案されるようになり、現在では宗教手話歌とともに世俗の手話歌も広く実践されている。
手話ダンスは現代フラやアフリカ系アメリカ人のいわゆるストリートダンス、日本舞踊など様々な舞踊の影響を受けて成立した。中でも最も有名かつ大きな影響力を持っているのはアメリカのグループ「ワイルドザッパーズ」であるが、イギリスや日本などにも様々なグループが存在している。
20世紀末にはイリノイ州立ろう学校とマクマレイ・カレッジが「ウェストサイドストーリー」を、21世紀初頭にはアメリカ西海岸のデフ・ウェスト・シアターが「ビッグ・リバー」を製作、2005年には大橋ひろえが「Call Me Hero!」を製作するなど、手話ミュージカルの実践例も増えている。
手話歌の実践にはろう者が中心になったものと、聴者が中心になったものがある。聴者が中心になった手話歌や手話コーラスの中には、ろう者から批判されるものも少なくない。NPO日本聴覚障害者コンピュータ協会理事の若林泰志によると、1970年代には当時手話コーラスと呼ばれた手話歌が聾者を中心に流行したが、後に聾者が離れていき、手話歌を行うのは聴者が中心になっていったという。若林は手話歌について、
- 歌に合わせてただ手話をしても聾者に伝わるのはよくて歌詞だけであり、音楽を伝えることにはならない。歌詞が伝わっているかも怪しく、手話が稚拙だったり音楽のリズムのために手話のリズムが歪んでいたりで、理解するのが困難である。
- 手話歌の団体は手話歌の活動ばかりして、まじめに手話を勉強しようとしない。手話を知らない人が手話を知らない人に手話歌を教え、手話を知らない人の前で披露する例もあり、聾者が置き去りにされている。
- 小中学校の合唱コンクールで手話歌が行われることがあるが、審査員は手話を知らない教員であり、手話を知らない者に手話が評価できるか疑問である。
- 善行をしているイメージで批判を封殺している。幼児や知的障害者を動員することにより、幼児や知的障害者を悲しませるなと言って批判を封じている。
- 特定の政治思想を持つ団体が人を集めるための道具として手話歌を利用している。かつて手話が抑圧された反動から、手話であればなんでもよしとしてしまう風潮がある。それを特定の思想を持つ団体に政治利用された。
- 聴覚障害者のためになっていない手話歌は聴覚障害者に対する差別であると考えを改めるべきである。

と批判している。
近年の動向として、手話ライブの人気が高まっている。ろう者には音楽を伝えない手話歌に対するアンチテーゼとして注目されており、ろう者に人気が高い。
アイスダンスのフランス代表であるイザベル・デロベルとオリヴィエ・シェーンフェルダーのチームは、2007－2008シーズンに手話を取り入れた実験的なプログラムをフリープログラムとして披露し、2008年3月の世界選手権で見事に優勝、世界王者となった。

## 手話を主題とする文化作品
- 手話劇

### 小説
- デフ・ヴォイス 法廷の手話通訳士（著：丸山正樹、2011年）
- 慟哭は聞こえない デフ・ヴォイス（著：丸山正樹、2018年）
- 龍の耳を君に デフ・ヴォイス新章（著：丸山正樹、2019年）

### 漫画
- きこえますか愛!（星野めみ、1978年） - 主人公の好きな相手が聴覚障害者でこけしの民芸技術を持つ。
- 遥かなる甲子園（山本おさむ、1988年）
- わが指のオーケストラ（山本おさむ、1991年）
- 君の手がささやいている（軽部潤子、1992年）
- 静かなる夜のほとりで（横谷順子、1995年） - おとなしい聴覚障害の少女、料理専門学校に入って頑張る。
- まかせてイルか!（原作：大地丙太郎、画：たかしたたかし、1999年）
- きみの声 ぼくの指（横谷順子、2001年） - 聴覚障害だが前向きに活躍する少女、高校から大学卒業までを描く。
- 聲の形（大今良時、2013年）
- ゆびさきと恋々（森下suu、2019年） - 聴覚障害の大学生女子、先輩にひかれる恋愛もの。
- 僕らには僕らの言葉がある（詠里、2022年）

### アニメ
- まかせてイルか!（2004年、日本） - 原作：大地丙太郎・画：たかしたたかし「まかせてイルか!」のアニメーション映画化。
- 聲の形（2016年、日本） - 大今良時の漫画「聲の形」のアニメーション映画化。山田尚子監督。

### テレビドラマ
- 愛していると言ってくれ（1995年、TBS） - 第33回ギャラクシー賞テレビ部門大賞。聾唖の画家榊晃次（豊川悦司）と劇団員水野紘子（常盤貴子）の恋愛ドラマ。手話を学ぶ女性を倍にしたと言われる社会現象を起こした。
- 星の金貨（1995年、日本テレビ）
- 君の手がささやいている（1997年-2001年、テレビ朝日）
- オレンジデイズ（2004年、TBS） - 将来を期待されたが病気で聴覚障害となり失意の日々のバイオリニスト（柴咲コウ）と、彼女と社会福祉心理学を専攻の大学4年生結城櫂（妻夫木聡）とのロマンス。
- ラブレター（2008-2009年、TBS） - 愛の劇場生誕40周年記念作品。主人公・美波の15年間の忘れられない初恋・純愛・真実の愛のかたちを丁寧に描いていく。心臓に障害を持つ児童も別に描かれている。
- 心の糸（2010年11月27日、NHK）
- 福岡恋愛白書13「キミの世界の向こう側」（2018年3月23日、KBC）
- silent（2022年、フジテレビ）
- しずかちゃんとパパ（2022年、NHK）
- 星降る夜に （2023年、テレビ朝日）
- デフ・ヴォイス 法廷の手話通訳士（2023年、NHK）

### 映画
- 名もなく貧しく美しく（1961年、日本） - 松山善三監督、出演：小林桂樹、高峰秀子。聾唖夫婦の話。
- 風の歌が聴きたい（1998年、日本）
- アイ・ラヴ・ユー（1999年、日本）
- アイ・ラヴ・フレンズ（2001年、日本）
- アイ・ラヴ・ピース（2003年、日本）
- 機関車先生（2004年、日本） - 菜名島に臨時赴任した若き男性聾教師の話。
- ゆずり葉-君もまた次のきみへ-（2009年、日本） - 全日本ろうあ連盟結成60周年記念作品。脚本・監督を務める早瀨憲太郎は聴覚障害者。スタッフ、出演者にも聴覚障害者が多数。

### 音楽作品に用いられた例
- 坂本九の「そして想い出」は、世界で初めて手話から作られた歌であり（手話作詞を担当した丸山浩路の談による）、九もステージやテレビでは手話を交えて歌った。
- CHEMISTRYのデビュー曲「PIECES OF A DREAM」でも最後のサビ部分に手話が用いられている。
- 酒井法子が聾唖者の役を演じたドラマ『星の金貨』では、主題歌の「碧いうさぎ」を手話を用いて歌った。
- THE 虎舞竜の楽曲「ロード 第二章」でボーカルの高橋ジョージが手話を行いながら歌う。
- 夏川りみは振り付けに手話を行うときがある。また、第57回NHK紅白歌合戦で「花〜すべての人の心に花を〜」を歌唱したとき手話を行った。
- SMAPの楽曲「世界に一つだけの花」では手話の振り付けをつけて踊ったものがあり、これを手話歌として流布されている。が、SMAP自身は「手話歌ではない」としている。この振り付けは「手話パフォーマンスきいろぐみ」の南瑠霞によるもの。
- Ya-Ya-yahの楽曲「世界がひとつになるまで」のサビ部分を手話で用いて歌った。
- AKINO from bless4の1stシングル「創聖のアクエリオン」のサビに手話が用いられており、ライブなどで披露している。
- スノープリンス合唱団の楽曲「スノープリンス」のサビ部分に手話が用いられている。
- かとうれい子の楽曲「絵はがき」は、かとうが手話を交えて歌唱するバージョンもあり、YouTube（ユーチューブ）で閲覧可能（手話監修：東京都聴覚障害者連盟、手話指導：手話あいらんど）。

## 手話を主に使用する番組

### 日本手話
- NHK手話ニュース
- NHK手話ニュース845
- NHKニュース（NHK総合、手話での放送は日曜夜）
- NNNニュースサンデー（日本テレビ制作）
- ANNニュース（テレビ朝日制作、手話での放送は土曜朝）
- JNNニュース（TBSテレビ制作、手話での放送は土曜・日曜朝）
- TXNニュース（テレビ東京制作、手話での放送は日曜夕方）
- RABニュースレーダー（青森放送制作、手話での放送は最終金曜）
- KBS京都ニュース（京都放送制作、手話での放送は月曜 - 金曜昼）
- NHKみんなの手話
- テレビ寺子屋（テレビ静岡制作）
- ろうを生きる 難聴を生きる
- 目で聴くテレビ

そのほか、自己批評番組や行政広報番組によく使われることが多い。Category:手話番組も参照。

## 関連文献
- 金澤貴之「手話関連条例が果たす役割に関する考察 −上程プロセスへの当事者関与のあり方−」『手話学研究』第23巻、日本手話学会、2014年、31-42.頁、doi:10.7877/jasl.23.31、2016年7月24日閲覧。